# 三氧化二钛
三氧化二钛（Ti2O3）是一种钛的氧化物。金属钛与二氧化钛在1600°C下反应可得三氧化二钛。 
Ti2O3与刚玉（α-Al2O3）结构相似。它可以与氧化性酸反应。它能导电，200°C以下为半导体，超过此温度即为电子导电（类似于金属）。